# Jacob Evans
Jacob Evans III (Jacksonville, 18 giugno 1997) è un cestista statunitense, professionista nella NBA.

## Carriera
È stato selezionato dai Golden State Warriors al primo giro del Draft NBA 2018 (28ª scelta assoluta).

## Statistiche

### College
| Anno      | Squadra             | PG  | PT | MP   | TC%  | 3P%  | TL%  | RP  | AP  | PRP | SP  | PP   |
| --------- | ------------------- | --- | -- | ---- | ---- | ---- | ---- | --- | --- | --- | --- | ---- |
| 2015-2016 | Cincinnati Bearcats | 33  | 8  | 24,4 | 37,2 | 33,3 | 80,4 | 4,1 | 1,6 | 0,8 | 0,8 | 8,4  |
| 2016-2017 | Cincinnati Bearcats | 36  | 36 | 31,6 | 47,3 | 41,8 | 73,2 | 4,2 | 2,7 | 1,3 | 0,8 | 13,5 |
| 2017-2018 | Cincinnati Bearcats | 36  | 36 | 30,8 | 42,7 | 37,0 | 75,4 | 4,7 | 3,1 | 1,3 | 1,0 | 13,0 |
| Carriera  | Carriera            | 105 | 80 | 29,1 | 42,9 | 37,7 | 75,5 | 4,3 | 2,5 | 1,1 | 0,9 | 11,7 |

### NBA

#### Regular Season
| Anno      | Squadra            | PG | PT | MP   | TC%  | 3P%  | TL%  | RP  | AP  | PRP | SP  | PP  |
| --------- | ------------------ | -- | -- | ---- | ---- | ---- | ---- | --- | --- | --- | --- | --- |
| 2018-2019 | G.S. Warriors      | 30 | 1  | 6,8  | 34,0 | 26,7 | 0,0  | 0,8 | 0,8 | 0,2 | 0,1 | 1,3 |
| 2019-2020 | G.S. Warriors      | 27 | 1  | 15,3 | 33,8 | 34,2 | 86,2 | 1,5 | 1,1 | 0,4 | 0,4 | 4,7 |
| 2019-2020 | Minnesota T'wolves | 2  | 0  | 2,0  | 0,0  | 0,0  | -    | 0,0 | 0,0 | 0,0 | 0,0 | 0,0 |
| Carriera  | Carriera           | 59 | 2  | 10,5 | 33,7 | 31,5 | 83,3 | 1,1 | 0,9 | 0,3 | 0,3 | 2,8 |